# Schizopelex festiva
Schizopelex festiva is een schietmot uit de familie Sericostomatidae. De soort komt voor in het Palearctisch gebied.